# هيبرون (نيوهامشير)
هيبرون (بالإنجليزية: Hebron, New Hampshire)‏ هي معلم جغرافي تقع في الولايات المتحدة في مقاطعة غرافتون (نيوهامشير). يقدر عدد سكانها بـ 602 نسمة ومساحتها 48.5 كم2 وترتفع عن سطح البحر 190 متر.